# Aérospatiale SA 330 Puma
Aérospatiale SA 330 Puma je středně těžký dvoumotorový transportní vrtulník s čtyřlistým nosným a pětilistým vyrovnávacím rotorem. Byl vyvinut ve francouzsko-anglické spolupráci, vznikl zejména pro potřeby francouzské armády. Do služby byl zaveden na sklonku 60. let a poté se stal rozšířeným po celém světě. Nástupcem Pum se v 70. letech stal modernizovaný typ SA 332 Super Puma.

## Pozadí vzniku

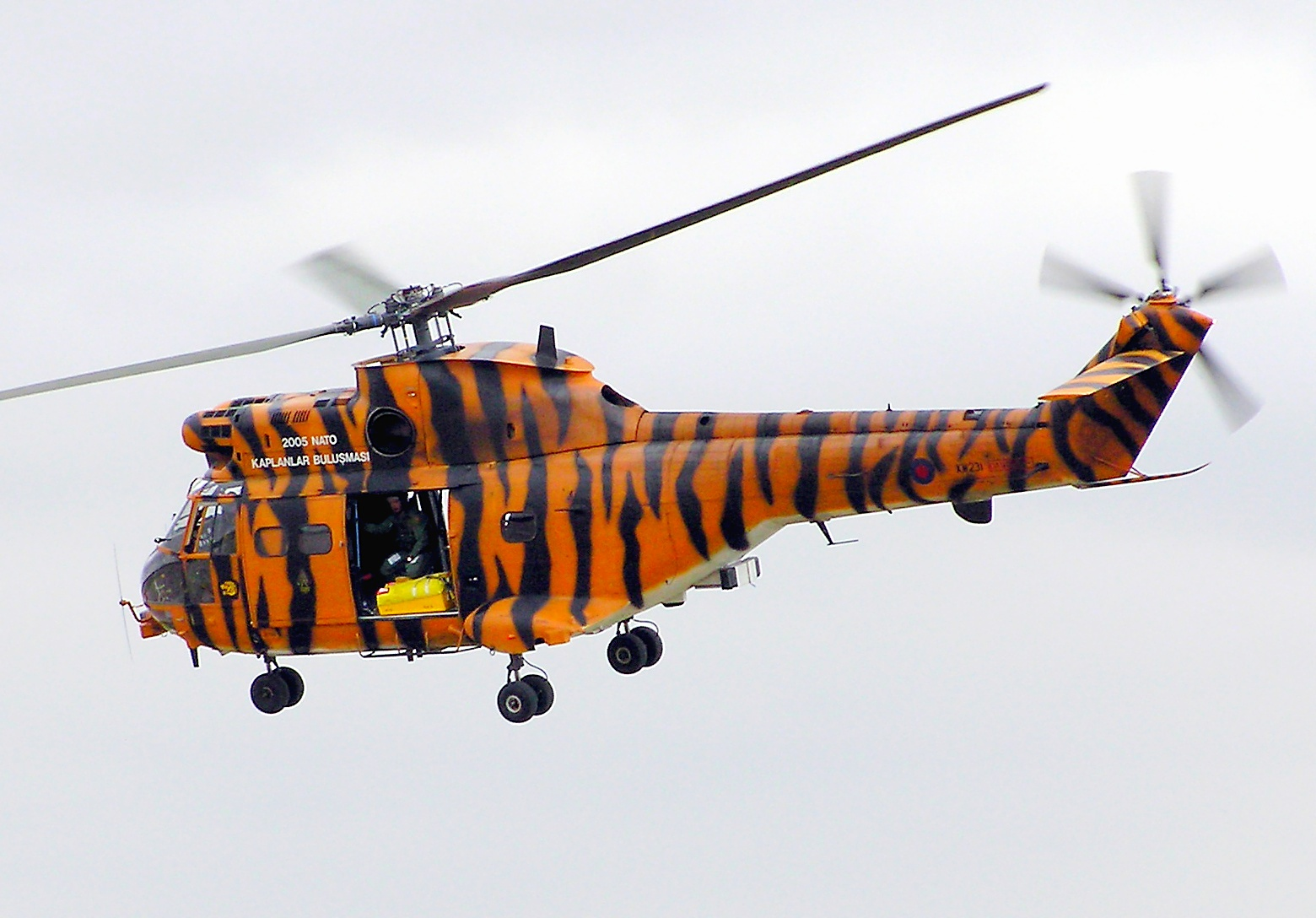
SA 330E Puma

Zkonstruován byl firmou Sud Aviation (později Aérospatiale) původně pro spolupráci s Francouzskými ozbrojenými silami, ovšem v roce 1967 se k programu připojila Velká Británie, zastoupená firmou Westland. První prototyp vrtulníku vzlétl 15. dubna 1965, první oficiální let se uskutečnil 30. června 1968. Vrtulník dosáhl značných exportních úspěchů a byl provozován bezmála ve čtyřiceti zemích světa. Licenční výroba probíhala v Rumunsku a Indonésii.
Puma může přepravovat, kromě tří členů posádky, dalších 16 vojáků nebo 3 000 kg nákladu. Zdravotnická verze přepraví až šest sedících a šest ležících zraněných.

## Výskyt v kultuře
Upravený vrtulník Puma vystupuje v americkém akčním filmu Rambo II: First Blood Part II (premiéra 1985, hlavní role Sylvester Stallone) v roli sovětského bitevního vrtulníku Mil Mi-24 (v kódu NATO Hind, česky Laň). Aby se mu více podobal, byl doplněn o pomocná křídla a zbraňové systémy.

## Varianty
- SA 330B - základní verze francouzské armády pro přepravu 12 osob nebo 2 500 kg nákladu, motory Turmo IIIC
- SA 330C - základní exportní verze, motory Turmo IVB
- SA 330E - pro britské letectvo (Puma HC Mk.1)
  - Puma HC Mk.2 - varianta se zvětšenou pasivní ochranou osádky a nákladového prostoru, modernizovanou avionikou, skleněným kokpitem a motory Turbomeca Makila.[2]
- SA 330H - vylepšená verze s motory Turmo IVC, pro záchranné a pátrací úkoly
- SA 330J - inovovaná civilní verze
- SA 330L - finální vojenská verze se zvýšenou nosností na 3 200 kg nákladu uvnitř kabiny nebo možností přenášet pod trupem břemeno až do hmotnosti 3 500kg, přídavná výzbroj dle požadavků: 20mm kanón M621 s bočním výstřelem, kulomety ráže 7,62 mm, neřízené rakety ráže 68 mm, protitankové řízené střely HOT, TOW.

## Specifikace

### Technické údaje
- Posádka: 3 piloti, až 16 pasažérů
- Délka: 18,18 m
- Průměr nosného rotoru: 15 m
- Výška: 5,14 m
- Hmotnost prázdného stroje: 3 615 kg
- Vzletová hmotnost: 7 500 kg
- Pohonná jednotka: 2× turbohřídelový motor Turbomeca Turmo IVC
- Výkon pohonných jednotek: 2× 1 575 koní

### Výkony
- Maximální rychlost: 265 km/h
- Cestovní rychlost: ? km/h
- Dolet: 560 km
- Praktický dostup: ? m
- Stoupavost: 365 m/min